# Amanda Beitía
Amanda Beitía (Buenos Aires, Argentina) fue una actriz de cine, teatro y televisión argentina.

## Carrera
fue una destacada actriz teatral, que se lució ampliamente en piezas como Hoy, la corte de faraón, hoy, El hombre de la mancha, Angelito, el secuestrado, Mil francos de recompensa, Un sombrero de paja de Italia, La verbena de la paloma, La pérgola de las flores, Los millones de Orofino, Las de Barranco, Pequeña historia del Teatro de los Niños, Antígona, Moreira…!, La oca y Sorteo.
En cine se destacó en roles secundarios bajo la mano de primeros directores del cine nacional como Fernando Ayala, Héctor Olivera, Enrique Cahen Salaberry, Javier Torre, Juan José Jusid, Pablo Olivo, Carlos Galettini, Eliseo Subiela, Sally Potter, Luis Puenzo, Juan José Campanella y Silvio Fischbein. Actuó en películas como Los médicos (1978) encabezada por  Claudio García Satur, Marta González y Carlos Estrada; La nona (1979) con Pepe Soriano, Juan Carlos Altavista y Osvaldo Terranova; ¿Los piolas no se casan…? (1981) junto a Santiago Bal, Tristán, Darío Vittori y Stella Maris Lanzani; Fiebre amarilla (1981) protagonizado por Graciela Borges, José Wilker, Dora Baret y Sandra Mihanovich; El hombre de la deuda externa (1987) con Héctor Alterio y Luisina Brando;Made in Argentina (1987) con Luis Brandoni, Marta Bianchi, Leonor Manso y Patricio Contreras; y Últimas imágenes del naufragio (1989) con Lorenzo Quinteros, Noemí Frenkel y Hugo Soto; El hijo de la novia (2001) con Ricardo Darín, Norma Aleandro y Héctor Alterio; entre otros.
En Televisión participó en ciclos como María de nadie, Hombres de ley, Primicias, La condena de Gabriel Doyle, Tiempo final, Las 24 horas, Amor sagrado, El garante y Muñeca brava, entre muchas otras labores. Compartió pantalla con grandes figuras como Grecia Colmenares, Natalia Oreiro, Facundo Arana, Lito Cruz, Leonardo Sbaraglia, Jorge Martínez y Nicolás Cabré, entre muchos otros.
Su hermana Carlota Beitía (Beba) fue una gran y reconocida escenógrafa, vestuarista y docente, ya que fue profesora en las escuelas de Artes de la UNC y en el Semiario de Teatro de la Provincia (hoy Jolie Libois) de Córdoba.

## Filmografía
- 2001: El hijo de la novia
- 1997: La lección de tango
- 1995: Hasta donde llegan tus ojos
- 1991: La peste
- 1989: Últimas imágenes del naufragio
- 1988: Los pilotos más locos del mundo
- 1987: Made in Argentina
- 1987: El hombre de la deuda externa
- 1981: Fiebre amarilla
- 1981: ¿Los piolas no se casan…?
- 1981: Abierto día y noche
- 1979: La nona
- 1978: Los médicos

## Televisión
- 2001: Tiempo final. Ep. Casa vacía como Emma
- 2000: Primicias
- 1999: Muñeca brava
- 1998: La condena de Gabriel Doyle
- 1997: El garante
- 1996: Amor sagrado como Delfina
- 1988: Hombres de ley
- 1985: María de nadie
- 1982: Las 24 horas
- 1981: El mundo del espectáculo

## Teatro
- Canción de cuna de Martinez Sierra, en el Museo Larreta con Eva Franco, Carlos Estrada, Estela Molly, Erika Walner y elenco.
- Hoy, la corte de faraón, hoy
- El hombre de la mancha
- Angelito, el secuestrado
- Mil francos de recompensa
- La verbena de la paloma
- La pérgola de las flores
- Los millones de Orofino con Diana Maggi, Juan Carlos Altavista, Tino Pascali y Rogelio Romano.
- Las de Barranco
- Pequeña historia del Teatro de los Niños
- Un sombrero de paja de Italia con Espinosa, Tina Martínez, Leal Rey, Daniel Fernández, Alfredo Santángelo y Alice Darramon.
- Antígona (allí trabajó con su hermana Carlota que era la iluminadora)
- Moreira…!
- La casa de Bernarda Alba. Junto a Alicia Berdaxagar, Marta González, Lita Soriano, Rita Terranova y Susana Ortiz.
- La oca con Pepe Novoa y Juan Carlos Puppo.
- Sorteo